# Nazym
Il Nazym (in russo Назым?) è un fiume della Russia siberiana nordoccidentale, affluente di destra dell'Ob'. Scorre nel Chanty-Mansijskij rajon del Circondario autonomo degli Chanty-Mansi-Jugra che fa parte dell'oblast' di Tjumen'.

## Descrizione
Il fiume scorre da una palude sul bordo occidentale degli Uvali siberiani, ad un'altitudine di 121 m s.l.m. Scorre in direzione prevalentemente meridionale e per più di 100 km parallelamente all'Ob ad una distanza di 25–30 km dal suo canale, ma nella direzione opposta. Poco prima della foce attraversa il lago Narimanovskij Sor (Наримановский Сор). Incontra l'Ob' al villaggio di Priobskoe (Приобское), 15 km a monte della confluenza con l'Irtyš, a nord della città di Chanty-Mansijsk.
La lunghezza del Nazym è di 422 km. L'area del suo bacino è di 15 200 km². La sua portata media, a 149 km dalla foce, all'altezza dell'insediamento di Veršina (Вершина), è di 58,89 m³/s.
Il fiume scorre in una taiga paludosa. Nel segmento sud-orientale, un'area collinare con altezze di 120–160 m limitano il bacino destro del Nazym e lo separano dal bacino dell'Ob'. In questa sezione il Nazym non ha affluenti evidenti, la sua riva destra è alta e ripida, ricoperta di foresta mentre quella sinistra è paludosa e piatta.
I suoi principali affluenti, da sinistra, sono: It'jach (Итьях) e Nens"jugan (Ненсъюган); da destra: Tat'jugan (Татьюган). Il fiume è gelato da ottobre sino alla fine di aprile - maggio.
Il Nazym è navigabile per 42 km dalla foce, fino al villaggio di Kyšik (Кышик), unico insediamento permanente chanti sul fiume (con circa 800 abitanti). A Kyšik c'è un museo etnografico dei chanti. Non ci sono strade nelle vicinanze del fiume.